# Szerbia a 2018. évi téli olimpiai játékokon
Szerbia a dél-koreai Phjongcshangban megrendezett 2018. évi téli olimpiai játékok egyik részt vevő nemzete volt. Az országot az olimpián 2 sportágban 4 sportoló képviselte, akik érmet nem szereztek.

## Alpesisí
Férfi
| Versenyző       | Versenyszám            | 1. futam      | 1. futam      | 2. futam | 2. futam | Összesítés    | Összesítés    |
| Versenyző       | Versenyszám            | Idő           | Hely.         | Idő      | Hely.    | Idő           | Helyezés      |
| --------------- | ---------------------- | ------------- | ------------- | -------- | -------- | ------------- | ------------- |
| Marko Stevović  | Lesiklás               |               |               |          |          | 1:49,50       | 51.           |
| Marko Stevović  | Óriás-műlesiklás       | 1:17,42       | 57.           | 1:15,79  | 42.      | 2:33,21       | 45.           |
| Marko Stevović  | Műlesiklás             | nem ért célba | nem ért célba | kiesett  | kiesett  | kiesett       | kiesett       |
| Marko Stevović  | Szuperóriás-műlesiklás |               |               |          |          | 1:31,70       | 46.           |
| Marko Vukićević | Lesiklás               |               |               |          |          | 1:45,36       | 41.           |
| Marko Vukićević | Óriás-műlesiklás       | 1:14,64       | 46.           | 1:16,71  | 48.      | 2:31,35       | 41.           |
| Marko Vukićević | Műlesiklás             | nem ért célba | nem ért célba | kiesett  | kiesett  | kiesett       | kiesett       |
| Marko Vukićević | Szuperóriás-műlesiklás |               |               |          |          | nem ért célba | nem ért célba |

| Marko Stevović  | Összetett | 1:24,47 | 59. | kizárták | kizárták | kiesett | kiesett | kiesett | kiesett |
| Marko Vukićević | Összetett | 1:21,31 | 24. | 50,43    | 27.      | 2:11,74 | 25.     |         |         |

Női
| Versenyző         | Versenyszám      | 1. futam | 1. futam | 2. futam | 2. futam | Összesítés | Összesítés |
| Versenyző         | Versenyszám      | Idő      | Hely.    | Idő      | Hely.    | Idő        | Helyezés   |
| ----------------- | ---------------- | -------- | -------- | -------- | -------- | ---------- | ---------- |
| Nevena Ignjatović | Óriás-műlesiklás | 1:14,41  | 27.      | 1:10,99  | 25.      | 2:25,40    | 26.        |
| Nevena Ignjatović | Műlesiklás       | 52,10    | 27.      | 51,38    | 26.      | 1:43,48    | 26.        |

| Versenyző         | Versenyszám | Lesiklás | Lesiklás | Műlesiklás | Műlesiklás | Összesítés | Összesítés |
| Versenyző         | Versenyszám | Idő      | Hely.    | Idő        | Hely.      | Idő        | Helyezés   |
| ----------------- | ----------- | -------- | -------- | ---------- | ---------- | ---------- | ---------- |
| Nevena Ignjatović | Összetett   | 1:42,88  | 16.      | 42,23      | 10.        | 2:25,11    | 14.        |

## Sífutás
Távolsági
Férfi
| Versenyző    | Versenyszám | Idő     | Helyezés |
| ------------ | ----------- | ------- | -------- |
| Damir Rastić | 15 km       | 37:47,5 | 64.      |

Sprint
| Versenyző    | Versenyszám         | Selejtező | Selejtező | Negyeddöntő | Negyeddöntő | Elődöntő | Elődöntő | Döntő   | Helyezés |
| Versenyző    | Versenyszám         | Idő       | Hely.     | Idő         | Hely.       | Idő      | Hely.    | Idő     | Helyezés |
| ------------ | ------------------- | --------- | --------- | ----------- | ----------- | -------- | -------- | ------- | -------- |
| Damir Rastić | Férfi egyéni sprint | 3:50,65   | 72.       | kiesett     | kiesett     | kiesett  | kiesett  | kiesett | 72.      |